# Agustín Olguera
Agustín Olguera y González (1906-1942) fue un pintor español.

## Biografía
A mediados de la década de 1920 estuvo pensionado en el El Paular y pintó también en la localidad cántabra de Santillana del Mar, por ejemplo su colegiata. Entre sus cuadros se encontraron retratos, paisajes y naturaleza muerta, con títulos como Caserío serrano, Claustro de la colegiata, Pilarcilla, Zagalillo, Desde una celda, Anochecer, Retrato de la señorita Adhelhy Tejero La cocina, Maja madrileña, Recuerdos de un literato y Patio del Museo Romántico. En enero de 1931 tuvo una exposición en el Museo Moderno. Fallecido en Málaga el 8 de agosto de 1942, con motivo de un accidente, fue enterrado en el cementerio de San Miguel.
Nació en Madrid en 1906. Cursó estudios de Pintura en la Escuela Especial de Pintura y Escultura de la Real Academia de Bellas Artes de San Fernando de Madrid, compartiendo aula con Salvador Dalí. Finalizó su licenciatura con matrícula de honor. En 1926, con veinte años de edad, y en la exposición Pro Cuba, vendió dos de sus obras al escultor Mariano Benlliure (1866-1947). En 1930, consiguió una beca de 600 pesetas mensuales, de la Junta para la Ampliación de Estudios en el Extranjero, que con sucesivas prórrogas, le permitió estudiar y pintar en París de 1930 a 1936, presentando sus obras a múltiples concursos, colaborando asiduamente con periódicos y revistas como Blanco y Negro o L´Europe Illustrée. El 3 de enero de 1931 inauguró en el Palacio de Biblioteca y Museos de Madrid, su primera gran exposición individual, repitiendo éxito de público y crítica, el 20 de marzo del mismo año, en la galería Tempo de París.[cita requerida]
Recién llegado de Francia, fue sorprendido por la guerra civil española en Madrid; durante la contienda, fue detenido y puesto en libertad en varias ocasiones. En estos años realizó diversas series de dibujos, coloristas y chispeantes, de la vida en la cárcel y en la ciudad sitiada. Al finalizar la contienda, promovió la creación del Museo de la Revolución, dedicado a mostrar los horrores de la guerra. Su estilo fue definido por el crítico francés Paul Sentenac en 1931 como "sincero y directo, de luminoso color, y líneas vivientes".[cita requerida]
Mientras pasaba el verano en casa de sus amigos malagueños, sufrió un accidente, y murió ahogado en la playa de Baños de Nuestra Señora del Carmen a los treinta y seis años de edad.[cita requerida]